# Polygyriscus
Polygyriscus é um género de gastrópode  da família Helicodiscidae.
Este género contém as seguintes espécies:
- Polygyriscus virginianus